# Шестоднев
 Тази статия е за библейския разказ.  За съчинението на Йоан Екзарх вижте Шестоднев (Йоан Екзарх).  
„Шестоднев“ (на гръцки: Ἡ Ἑξαήμερος Δημιουργία – Шестдневното сътворение) е библейски разказ за сътворението на света в книгата „Битие“.
Наименованието отразява общото название на 6-е дни, по време на които според библейския разказ Бог сътворява света.
Означава също така тълкувателни философско-богословски произведения на светите отци на църквата и други християнски богослови за сътворението на света. Представляват тълкувания на началните глави на книгата „Битие“, обясняват сътворяването на света от гледна точка на християнското учение. Често включват 6 отделни разказа, разказващи за 6-те дни на сътворението на света.
Сред най-известните съчинения по темата са:
- „Шестоднев“ (с 9 беседи) на Василий Велики (330 – 378), отец на църквата, ритор, писател
- „Шест слова за сътворението на света“ на Севериан Гавалски (IV век), епископ на гр. Гавал, Сирия
- „Шестоднев“ (с пролог и 6 слова) на Йоан Екзарх, български книжовник от ІХ – Х век

От 16 век в руския иконопис има сюжет шестоднев.